# Cryptogonodesmus petersi
Cryptogonodesmus petersi är en mångfotingart som beskrevs av Carl 1914. Cryptogonodesmus petersi ingår i släktet Cryptogonodesmus och familjen Fuhrmannodesmidae. Inga underarter finns listade i Catalogue of Life.